# Cynoscion nebulosus
Cynoscion nebulosus es una especie de pez de la familia Sciaenidae en el orden de los Perciformes.Es también conocido con el nombre de Corvina pinta.

## Morfología
• Los machos pueden llegar alcanzar los 100 cm de longitud total y 7.920 g de peso.

## Alimentación
Come principalmente crustáceos y peces hueso.

## Hábitat
Es un pez de clima subtropical y demersal.

## Distribución geográfica
Se encuentra en el  Atlántico occidental: desde  Nueva York hasta el sur de Florida y el Golfo de México entero

## Observaciones
Es inofensivo para los humanos.